# هایلی باودن
هایلی باودن (انگلیسی: Hayley Bowden؛ زادهٔ ۱۳ فوریهٔ ۱۹۸۴) بازیکن فوتبال اهل نیوزیلند است.
از باشگاه‌هایی که در آن بازی کرده‌است می‌توان به باشگاه فوتبال زنان چلسی اشاره کرد.
وی همچنین در تیم ملی فوتبال زنان نیوزیلند بازی کرده‌است.